# Tavastehus läns infanteriregemente
Tavastehus läns infanteriregemente var ett infanteriförband inom svenska armén som verkade i olika former åren 1626–1809. Förbandet var från 1696 indelt och rekryterade i huvudsak sitt manskap från Tavastland, Finland.

## Historia
Tavastehus läns infanteriregemente bildades den 16 februari 1626 av Gustav II Adolf. I 1634 års regeringsform fastställdes den svenska regementetsindelningen, där det angavs att armén skulle bestå av 28 regementen till häst och fot, med fördelningen av åtta till häst och 20 till fot. De indelta och roterande regementena namngavs efter län eller landskap, medan de värvade regementena uppkallades efter sin chef. Regeringsformen angav Tavastehus läns infanteriregemente som det nionde i ordningen. Dock blev det ett nummer som aldrig användes, annat än för att ange regementets plats, enligt den då gällande rangordning.
Regementet deltog under trettioåriga kriget i Pommern, samt 1655 i Karl X Gustavs polska krig. År 1696 blev regementet indelt med 1 025 man. Åren 1700–1703 utgjorde regementet garnisonsförband i Riga. År 1703 återvände regementet till Finland fram till 1708 då det skeppades till Georg Lybeckers avdelning i Ingermanland. Regementet 1710 att utgöra befästningsförband i Viborg, där det även deltog i Belägringen av Viborg. Regementet kom dock att upplösas genom Magnus Stiernstråle kapitulation till Ryssland i Viborg den 13 juli 1710. Regementet fick sättas upp på nytt efter 1710 och tillhörde därefter armén i Finland. Nyuppsatt deltog det därpå i Carl Gustaf Armfeldt försvar av Finland åren 1713–1714, där det bland annat stred i slaget vid Pälkäne. År 1718 ingick regementet i general Armfeldts avdelning i Karl XII:s andra norska fälttåg, där Armfeldts i augusti 1718 gick in med 7.500 man i Norge över Jämtland. År 1741 deltog regementet i slaget vid Villmanstrand samt i Gustav III:s ryska krig åren 1788–1790. År 1792 utökas regementet med den norra bataljonen ur det då avsuttna Nylands och Tavastehus dragonregemente. Regementet kom senare återigen att upplösas genom Hans Henrik Gripenbergs kapitulation till Ryssland i Kalix den 23 mars 1809 i Kalix.

## Ingående enheter
1. Livkompaniet
2. Överstelöjtnantens kompani
3. Majorens kompani
4. Sysmä kompani
5. Sääksmäki kompani
6. Asikkala kompani
7. Jämsä kompani
8. Rautalampi kompani

## Förbandschefer
Nedan anges regementscheferna från åren 1626–1809. Chefsbostället var i Gammelgård, Borgå.

- 1625–1643: Henrik Burtz
- 1643–1652: Hans Ridder
- 1652–1674: Berendt Mellin
- 1674–1678: Didrik von Essen
- 1678–1686: Georg Antoni Brakel [5]
- 1686–1707: Georg Johan Maidel
- 1707–1710: Gustaf Zülich
- 1712–1727: Otto Johan Maidel
- 1727–1728: Carl Henrik Wrangel
- 1728–1734: Lorentz von Numers
- 1734–1752: Christoffer Conrad Bildstein
- 1752–1765: Peter von Törne
- 1765–1766: Conrad von Blixen
- 1766–1772: Baltzar Achates von Platen
- 1772–1780: Carl Johan Schmiedefelt
- 1780–1790: Fredric Arvidsson Posse
- 1791–1795: Carl Gustaf Ehrnrooth
- 1795–1809: Hans Henrik Gripenberg

## Namn, beteckning och förläggningsort
| Tavastehus läns infanteriregemente | 1626-02-16 | – | 1710-07-13 |
| Tavastehus läns infanteriregemente | 1712-??-?? | – | 1809-03-23 |

| Gammelgård, Borgå (C) | ???-??-??  | – | ???-??-??  |
| Parola (F)            | 1626-??-?? | – | 1700-??-?? |
| Riga (F)              | 1700-??-?? | – | 1703-??-?? |
| Parola (F)            | 1703-??-?? | – | 1708-??-?? |
| Viborg (F)            | 1708-??-?? | – | 1710-07-13 |
| Parola (F)            | 1712-??-?? | – | 1809-03-23 |

## Bilder

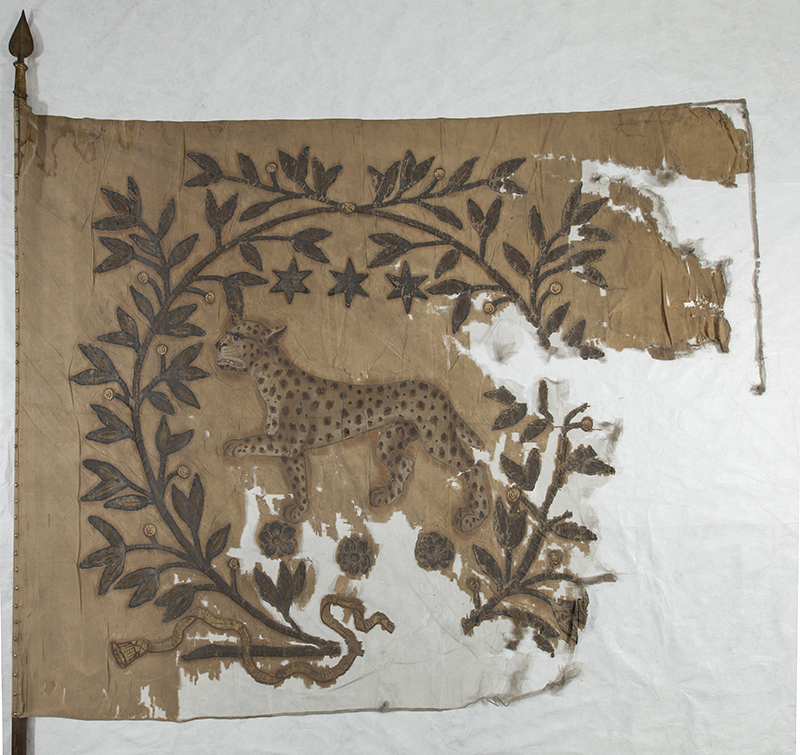
Kompanifana för Tavastehus läns infanteriregemente från 1720
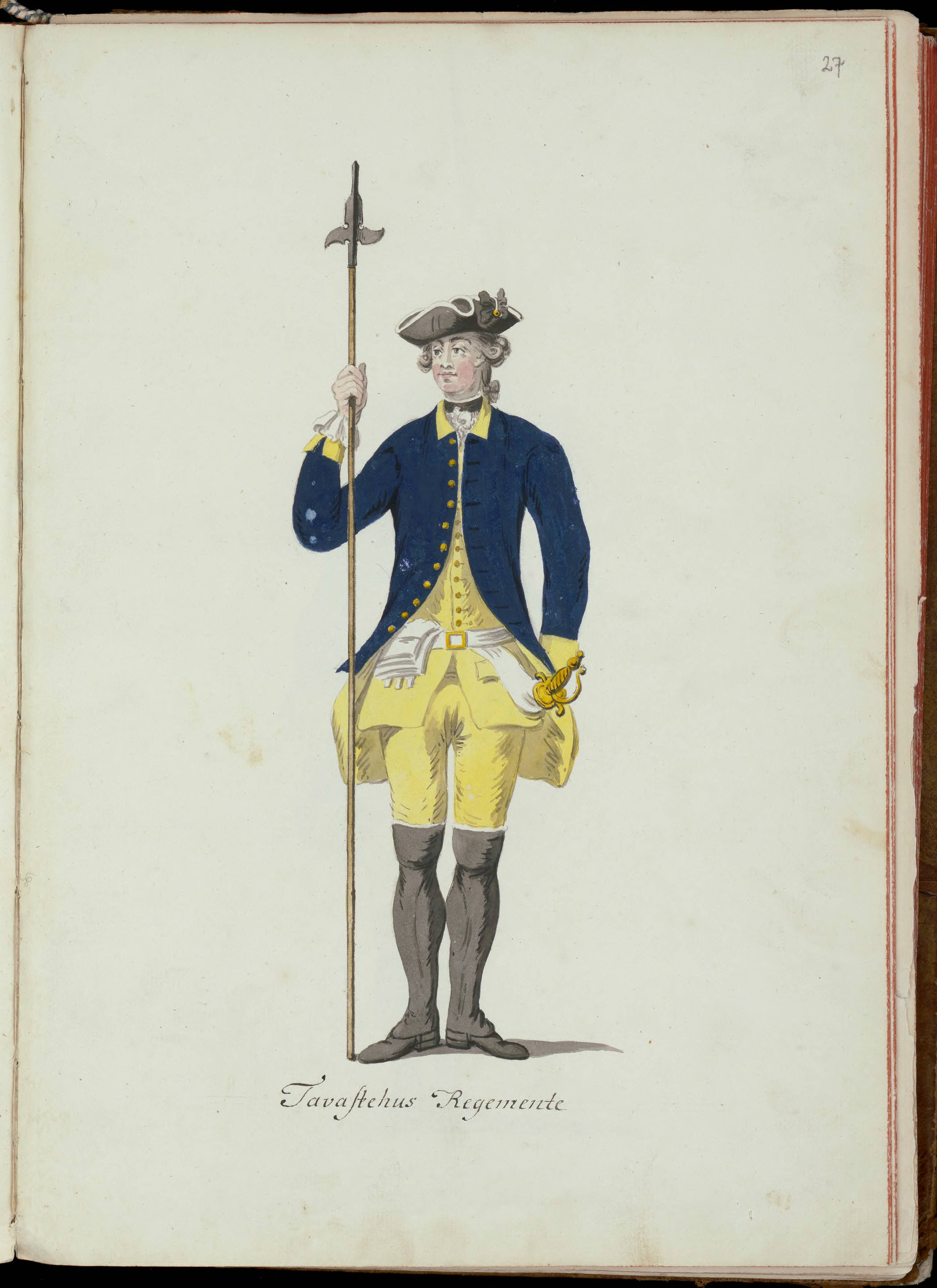
Uniform m/1765
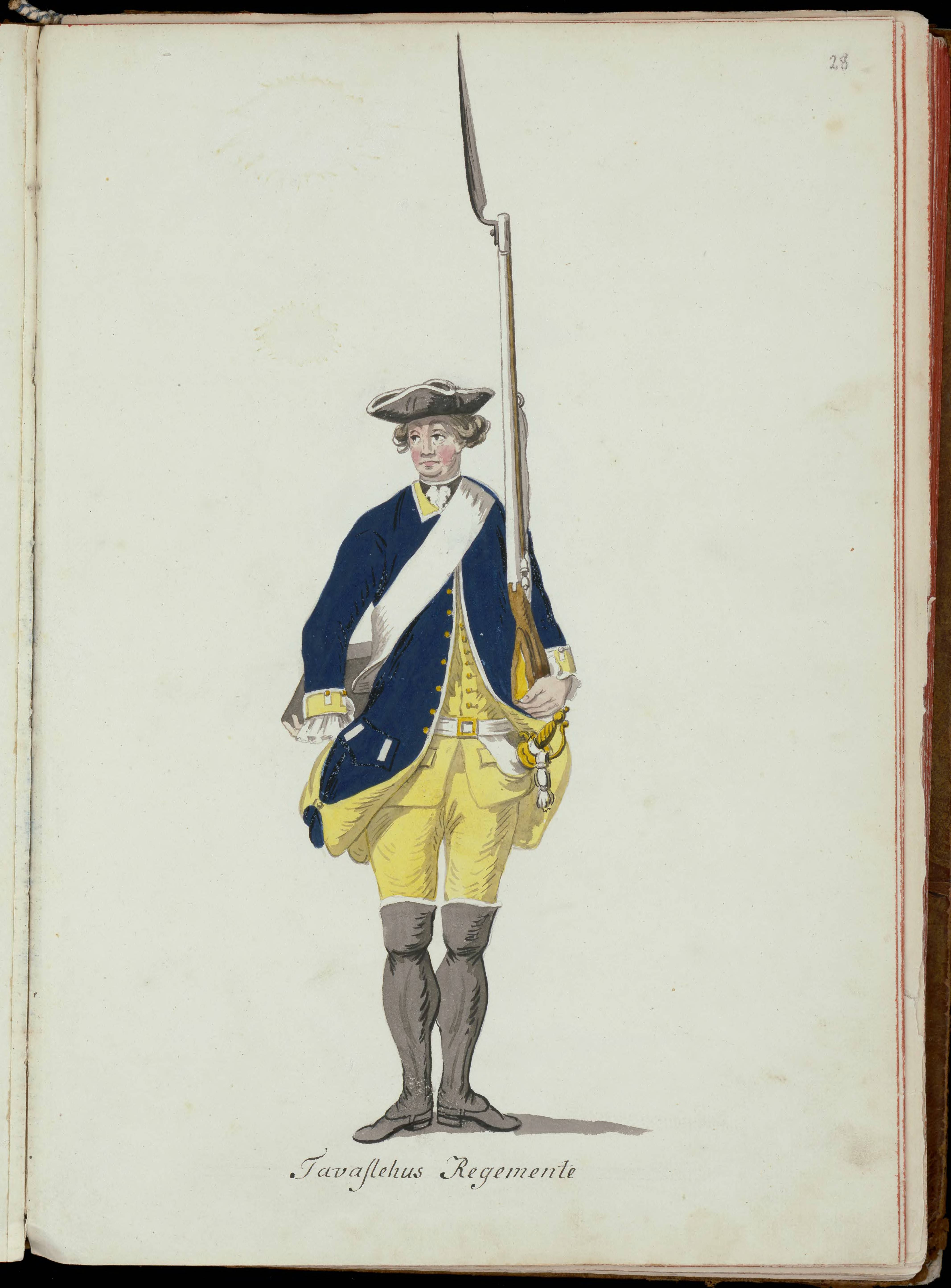
Uniform m/1765
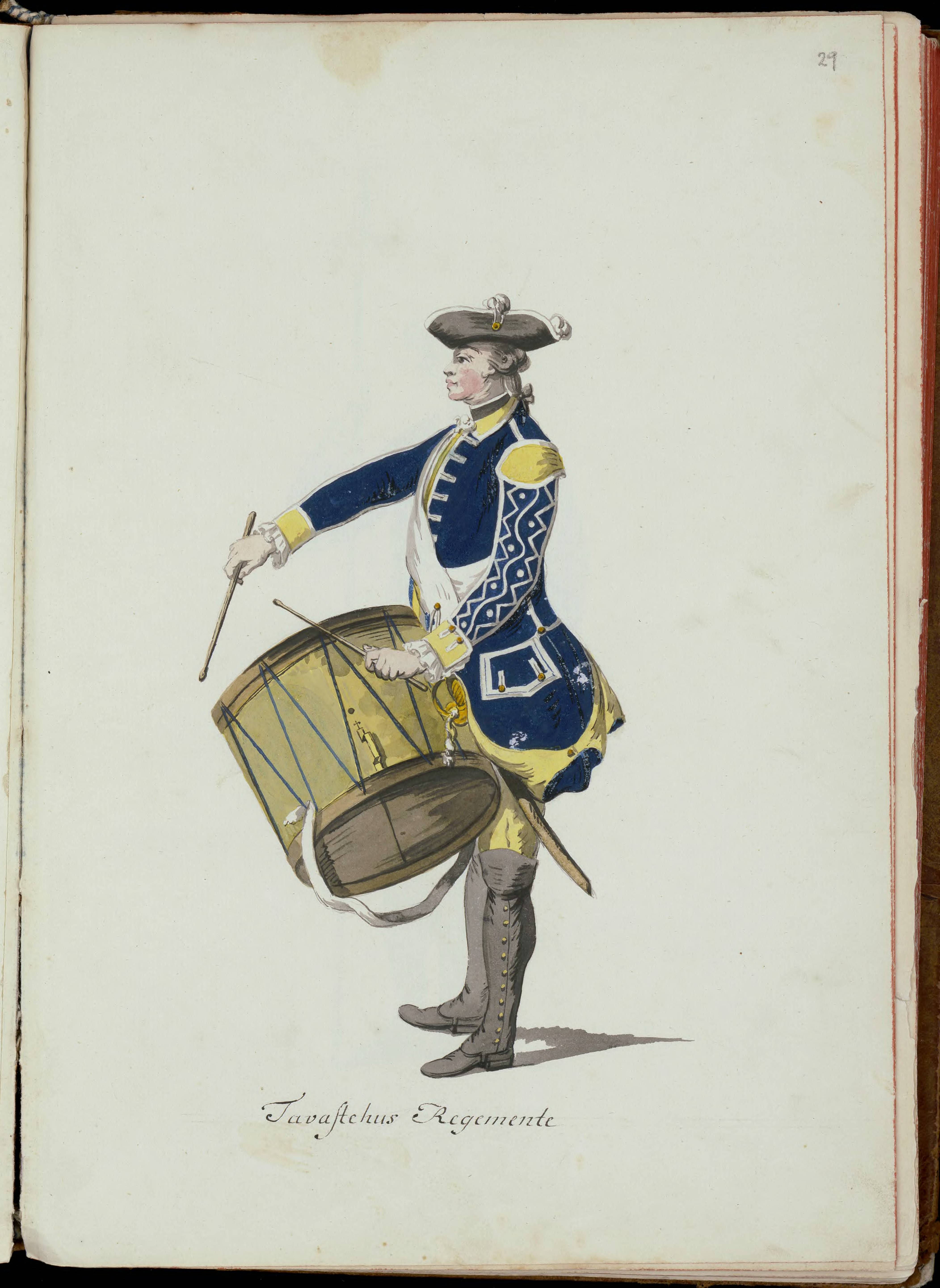
Uniform m/1765
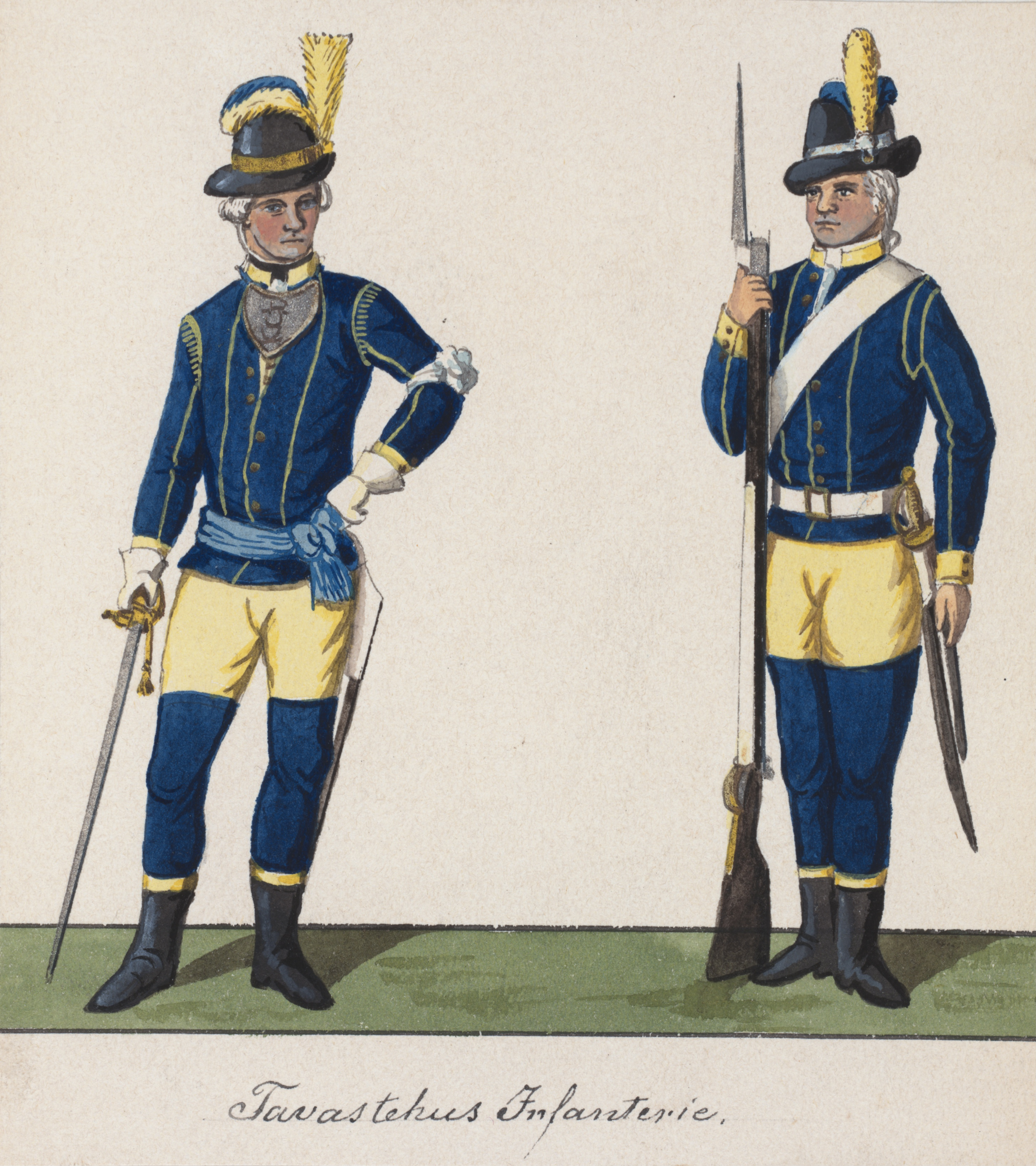
Uniform m/1779
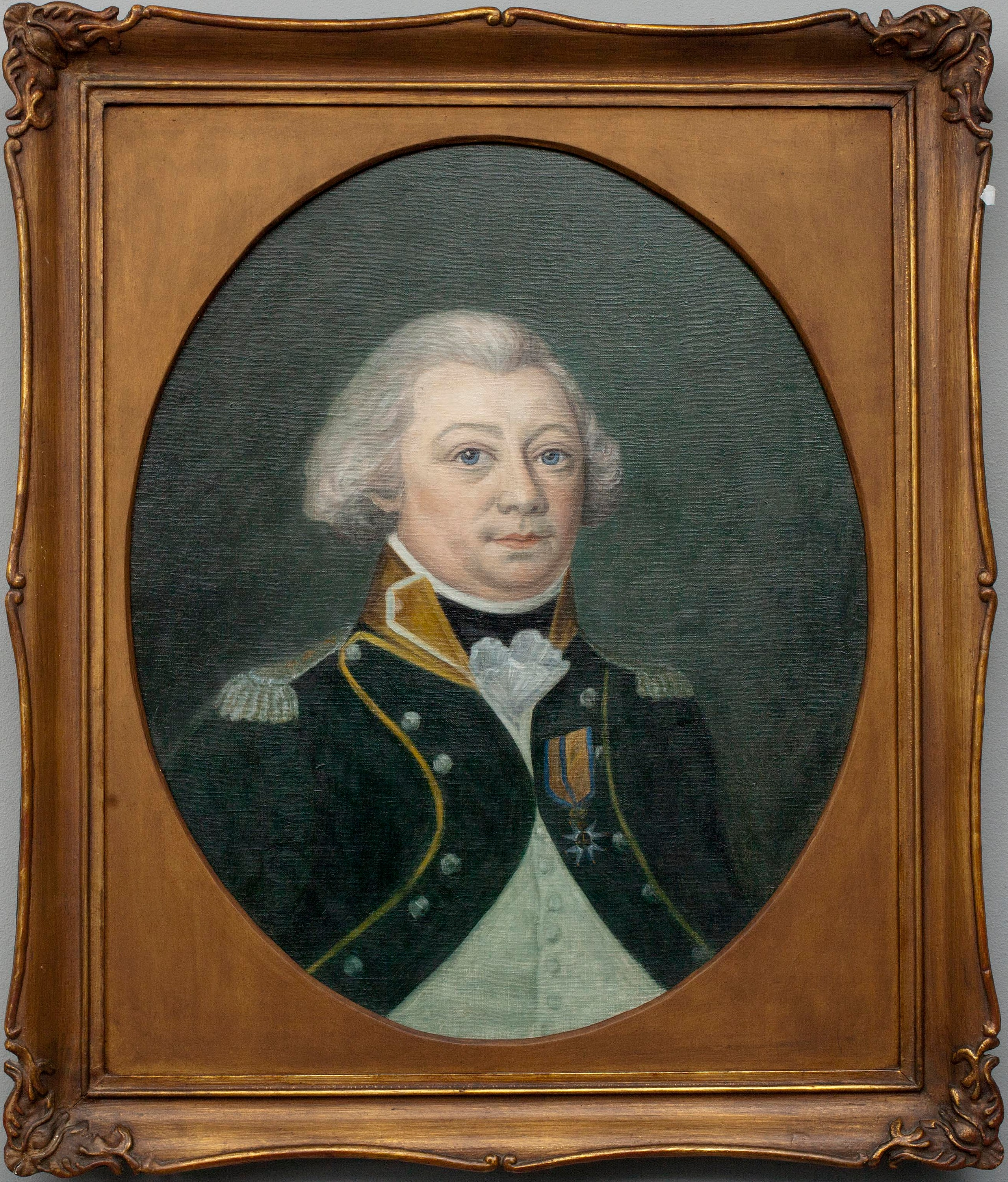
Otto Carl von Fieandt (1758-1825) avporträtterad ca 1795, iklädd uniform m/1792 för Tavastehus läns regemente, hans axelklaffar visar att han är överstelöjtnant.